# Sibila de Cléveris (1557-1627)
Sibila de Cléveris (26 de agosto de 1557 - 16 de diciembre de 1627) fue una noble alemana, la hija más joven del duque Guillermo V el Rico de Jülich-Cléveris-Berg y de la archiduquesa austriaca María de Habsburgo, hija del emperador Fernando I y Ana Jagellón de Hungría y Bohemia, hija del rey Vladislao II de Hungría.

## Biografía
De 1592 a 1600 ejerció una influencia política en la corte de Düsseldorf durante la regencia de Jacoba de Baden, esposa de su hermano Juan Guillermo, que se había vuelto loco.  
Casó el 4 de marzo de 1601 con su primo Carlos II de Austria, margrave de Burgau. Era uno de los hijos morganáticos de su tío materno, el archiduque Fernando II del Tirol. Este matrimonio no tuvo descendencia. Se trasladaron a Gunzburgo, donde se establecieron, y permaneció allí después de la muerte de su marido en octubre de 1618. Sus restos mortales yacían primero en la linda Iglesia de los capuchinos en Gunzburgo hasta su demolición y fueron trasladados a la Iglesia de San Martín en dicha localidad, donde reposan hasta hoy. 
- Datos: Q457553
- Multimedia: Sibylle de Clèves-Juliers-Berg, margravine de Burgau / Q457553